# Llibres de la respiració
Els Llibres de les Respiracions són uns importants textos funeraris de l'antic Egipte utilitzats en l'àrea tebana des del període tardà (Dinastia XXVI) fins al ple període romà.
compostos de diversos textos funeraris egipcis tardans antics, destinats a permetre que les persones difuntes continuïn existint en el més enllà; Les còpies es refereixen entre el 350 a. C. i el segle ii aC